# Hautalammi
Hautalammi este o arie protejată (arie specială de conservare — SAC, sit de importanță comunitară — SCI) din Finlanda întinsă pe o suprafață de 2,1 ha, integral pe uscat.

## Localizare
Centrul sitului Hautalammi este situat la coordonatele 61°22′10″N 23°58′35″E / 61.3694°N 23.9764°E.

## Înființare
Situl Hautalammi a fost declarat sit de importanță comunitară în iunie 2005 pentru a proteja 1 specie de plante. Situl a fost protejat și ca arie specială de conservare în aprilie 2015.

## Biodiversitate
Situată în ecoregiunea boreală, aria protejată conține 3 habitate naturale: Lacuri și iazuri distrofice naturale, Mlaștini turboase de tranziție și turbării mișcătoare, Mlaștini împădurite.
La baza desemnării sitului se află o specie protejată de  plante: Hamatocaulis lapponicus.